# Sanjke
Sanjke ili saonice sportski su rekvizit ili prijevozno sredstvo namijenjeno za kretanje po zaleđenoj ili snijegom pokrivenoj površini. Sanjke su tipično zimsko prijevozno sredstvo koje može biti pokretano na razne načine, od toga da ih neko vuče, pomoću motora ili se koriste samo za spuštanje niz padine iz sportsko-rekreacijskih razloga.

## Povijest i karakteristike
Sanjke imaju vrlo jednostavnu konstrukciju, to su zapravo dvije uzdužne letve (spojene poprečnim letvama), pa im za kretanje nisu neophodni kotači. One su veoma star izum te je moguće da su one bile jedno od prvih prijevoznih sredstva koje su poznavali ljudi. Njih su poznavali još Asirci i Drevni Egipćani što je prikazano na njihovim reljefima na kojima su prikazane neke vrste sanjki (zapravo nosila), kojim se vuku ogromni kipovi.
Izum kotača i osovine izbacio je sanjke iz upotrebe iz svih zemalja svijeta, osim onih s dugim zimama u kojima su se sanjke zadržale kao praktično vozilo koje kliže po putu.
Sanjke mogu vući razne životinje, a danas su to najčešće konji i psi. Aljaska i Kanada poznate su po trkama psećih sanjki, iako njih sve više izbacuju iz upotrebe sanjke s motorom. Ruske trojke poznate su sanjke koje su vukli konji.
Danas postoje razni tipovi sanjki, napravljenih od drveta, metala ili plastike. One su manje više povezane sa sportom ili rekreacijom i služe gotovo isključivo za spuštanje niz padine, od najpoznatijeg boba do sanjki za jednu osobu, koje služe za natjecanja.

## Vanjske poveznice
- Sled, Encyclopædia Britannica